# علی‌محمد شاعری
علی‌محمد شاعری (زادۀ ۱۳۳۸، بهشهر) نمایندهٔ دوره دهم مجلس شورای اسلامی از حوزه انتخابیه بهشهر، نکا و گلوگاه است. او با کسب ۷۰٬۴۰۳ رأی از مجموع ۱۶۷٬۶۶۸ رأی (معادل ۴۱٫۹۹٪ آراء) به مجلس راه پیدا کرد. همچنین در انتخابات دوره یازدهم نیز از همین حوزه نامزد شد که با کسب  ۲۸٬۸۵۹ رأی از مجموع ۱۲۳٬۹۷۵ رأی در جایگاه دوم قرار گرفت و از رسیدن به مجلس جا ماند.
او پیش از این سابقه استانداری گلستان و معاونت وزیر کشور را نیز در کارنامه دارد. وی پس از ادغام دو معاونت برنامه‌ریزی و پشتیبانی با معاونت بین‌الملل و توسعه‌اقتصادی استان‌ها،‌ به عنوان اولین معاون برنامه‌ریزی و امور اقتصادی وزارت کشور نیز انتخاب شده بود.
شاعری مدرک کارشناسی خود را در رشته مهندسی علوم کشاورزی از دانشگاه مازندران اخذ نمود و مدرک کارشناسی ارشد از دانشگاه تربیت مدرس تهران و دکترای خود را از دانشگاه آزاد اسلامی واحد علوم و تحقیقات تهران در رشته ترویج و آموزش کشاورزی دریافت کرد. او در سال ۱۳۶۸ توانست با کسب رتبه ۱ در کنکور مقطع کارشناسی‌ارشد،‌ وارد دانشگاه تربیت مدرس شود.

## سوابق
- معاونت برنامه‌ریزی و پشتیبانی وزارت کشور[۵]
- معاون برنامه‌ریزی و امور اقتصادی وزارت کشور[۳]
- استاندار گلستان[۶]
- مدیر کل اداره منابع طبیعی و آبخیزداری استان گلستان[۴]
- مدیر کل ترویج و مشارکت‌های مردمی سازمان منابع طبیعی و آبخیزداری کشور[۴]
- مدیر کل امور بین‌الملل و روابط عمومی سازمان منابع طبیعی و آبخیزداری کشور[۴]
- عضو هیئت علمی دانشگاه آزاد اسلامی واحد قائم‌شهر[۴]
- معاونت جهاد سازندگی استان مازندران[۴]
- مدیر کل امور اقتصادی و برنامه‌ریزی استانداری مازندران[۴]
- شهردار منطقه ۲۲ تهران[۷]